# Police nationale (Venezuela)
Pour les autres articles nationaux ou selon les autres juridictions, voir Police nationale.
La Police nationale vénézuélienne, officiellement Police nationale bolivarienne (en espagnol : Policía Nacional Bolivariana) est un corps policier du Venezuela. 

## Historique
Afin de mettre fin à la corruption endémique ayant cours au Venezuela, le gouvernement décida de mettre sur pied un nouveau corps de police nommé Police nationale bolivarienne. 
Après une formation au Cefopol s'étant étendu du 5 octobre au 11 décembre 2009, les 1058 premiers fonctionnaires de ce corps de police sont entrés en fonction. C'est leurs dossiers exempts de toute mention de corruption au sein de la police métropolitaine qui leur a valu d'être sélectionnés.  
Selon l'ONU et d'après des registres officiels, les forces policières vénézuéliennes (FAES), qui dépendent de la Police nationale bolivarienne, ont tué 18 000 Vénézuéliens entre 2016 et 2019, la plupart lors d'exécutions sommaires.